# Streptanus sordidus
Streptanus sordidus är en insektsart som först beskrevs av Zetterstedt 1828.  Streptanus sordidus ingår i släktet Streptanus, och familjen dvärgstritar. Arten är reproducerande i Sverige.

## Bildgalleri

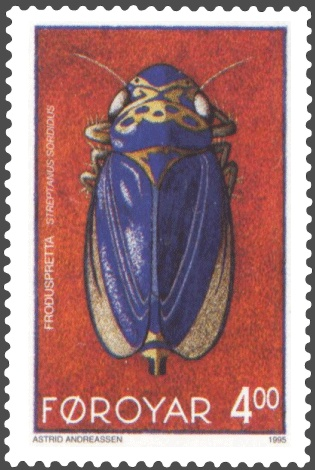